# Drets del col·lectiu LGBT a Malàisia
El col·lectiu LGTB a Malàisia s'enfronta a certs desafiaments legals i socials no experimentats per altres residents. L'activitat sexual entre persones del mateix sexe és il·legal. Les persones LGBTI a Malàisia són vistes com a immorals i tractades com desviats i/o criminals. Existeix una organització nacional de suport als drets LGBTI, però compta amb poc suport a causa dels prejudicis de la societat malaisia pel que fa a l'homosexualitat.
El 2009, la legislació a Malàisia era considerada una de les vuit més restrictives a l'Àsia oriental i el Pacífic quant a drets del col·lectiu LGBT, juntament amb les d'Indonèsia, Kiribati, Myanmar, Palau, Papua Nova Guinea, Salomó i Tonga.

## Codi Penal
La Secció 377 del codi penal prohibeix la sodomía, tant heterosexual com homosexual, i la castiga amb penes superiors als vint anys de presó, multes o càstigs corporals. La Secció 377 prohibeix, explícitament, actes de "indecència amb una altra persona de sexe masculí" amb càstigs superiors als dos anys de presó. El transvestisme en públic també és un delicte i es castiga en base a lleis no gaire específiques sobre el concepte d''immoralitat en públic'.
Per exemple, en 1998, quaranta-cinc transvestis musulmans van ser acusats i considerats culpables en un judici per vestir-se de dona. L'any 1999, vint-i-tres transexuals van rebre multes i penes de presó semblants.
Els legisladors estatals tenen permès, i estan autoritzats a, promulgar lleis estatals. En 1993, l'estat malai de Kelantan va adoptar la llei islàmica i van incloure la sodomía com un crim punible per ser castigat amb la pena de mort. En 2002, l'estat de Terengganu va adoptar un sistema legal semblat.

## Casos coneguts
En 1998, l'activista de drets gais i exprimer ministre i ministre de finances malai Anwar Ibrahim va ser acusat de sodomía homosexual després de provar que mantenia relacions homosexuals amb el seu xofer de 19 anys d'edat. Finalment, l'any 2000 va ser sentenciat a nou anys de presó i, tot i les protestes nacionals i internacionals, Ibrahim va complir quatre anys de condemna fins a ser alliberat en 2004. Tot i la condemna, a Anwar Ibrahim no li va anar tan malament, ja que no es va poder provar si en algun moment Ibrahim havia penetrat analment al jove. Si això s'hagués provat, Ibrahim s'hauria a enfrontat 20 anys de presó o cadena perpètua. Va ser sentenciat simplement per 'mantenir relacions sexuals amb un altre home'.
En 1985, un home de 41 anys de l'estat de Kelantan va ser sentenciat a 29 anys de presó per haver penetrat analment a dos adolescents de 15 i 17 anys. Els menors van ser sentenciats a 2 anys de presó. Va haver molta controvèrsia mundial a causa que la relació va ser consentida i tots dos adolescents ho van fer per la seva pròpia voluntat.
En 1994 un jove de 25 anys de Sarawak va ser sentenciat a 11 anys de presó per haver rebut sexe oral d'un adolescent de 16 anys i a altres 11 anys pel mateix delicte però rebut d'un adolescent de 18. Els adolescents van ser sentenciats a entre 7 mesos i 1 any i 2 mesos de presó. Igual que en el cas de 1985, van existir moltes crítiques mundials a Malàisia, ja que tots dos adolescents van oferir el sexe oral al jove de 25 anys per pròpia voluntat.
En 2001, dos adolescents de 15 i 17 anys van ser detinguts i acusats de sodomía homosexual. Un jutjat de George Town, a l'estat de Penang va trobar culpable l'adolescent de 15 per haver penetrat analment al de 17 en reiterades ocasions. Tots dos van ser sentenciats a quatre anys de presó però se'ls va indultar al desembre de 2002.
A l'abril de 2006 va haver un últim cas públic que va involucrar a un nen de 13 anys i a dos adolescents de 16 i 17 anys. Van ser trobats masturbant-se en aparent mutualisme en el bany d'una institució musical a Kuching, estat de Sarawak. El nen, de 13 anys, va ser absolt i perdonat per ser menor de 14 anys. Mentrestant, els adolescents de 16 i 17 van ser acusats de sodomía homosexual i de corrupció de menors de 14 anys. Van ser sentenciats a penes de tres i sis anys de presó.